# Kombicoupé

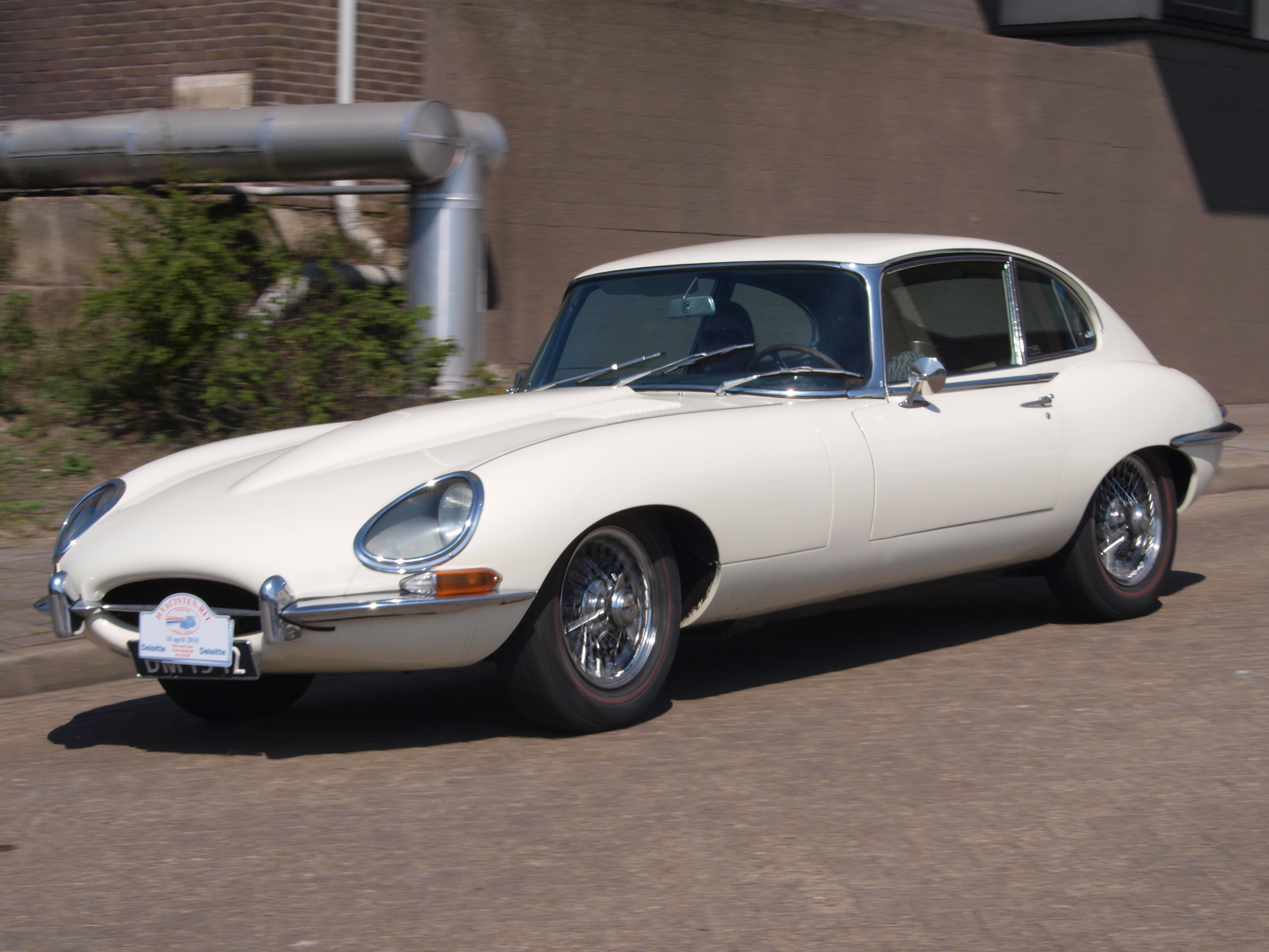
Jaguar E-Type (1967)

Ein Kombicoupé ist ein geschlossener, zweitüriger Personenkraftwagen mit festem Dach, das von drei Fahrzeugsäulenpaaren getragen wird. Es handelt sich um ein Fließheck-Coupé mit großer Heckklappe. Die Karosserieform des Kombicoupés ist somit eine Mischform (Crossover) aus Coupé und Kombi.

## Begriffsentwicklung
Der Begriff entstand in den 1970er-Jahren, als immer mehr Coupés mit Heckklappe aufkamen. Er ist aber bei Weitem nicht so gebräuchlich, wie der der verwandten Kombilimousine. Auch die früher hergestellten Modelle Jaguar E-Type (1961–1974), MG B GT (1965–1980), Jensen Interceptor (1966–1976), Peugeot 204 Coupé (1967–1970) und Datsun 240Z (1969–1978) können als Kombicoupés betrachtet werden.
Beim Kombicoupé wird die Heckklappe wie beim Kombi und bei der Kombi-Limousine im deutschen Sprachraum oft als zusätzliche Tür bezeichnet, so dass man von dreitürigen Fahrzeugen spricht.
Im Gegensatz zum Shooting Brake mit Steilheck, bei dem die Nutzung als sportlicher Kombi im Vordergrund steht, bleibt beim Kombicoupé der Coupé-Charakter weitgehend erhalten.

### Combi Coupé
1974 erschien eine Variante des Saab 99, für die der Hersteller den Begriff Combi Coupé (CC) prägte, um sie von der bereits 1968 eingeführten, sogenannten Sedan-Limousine zu unterscheiden. Die Bezeichnung sollte den Anspruch ausdrücken, die praktischen Vorzüge eines Kombis mit der Sportlichkeit eines Coupés zu verbinden. Auf dem US-amerikanischen Markt nannte Saab das Combi Coupé „Wagonback“. Bereits 1970 stellte Saab mit dem Saab Sonett III ein Fließheck-Coupé vor und übernahm diese Karosserieform bis ins 21. Jahrhundert bei zahlreichen weiteren Modellen. Die drei- und fünftürigen Stufenheck-Modelle der Baureihe 900 (ab 1980) und 99 bezeichnete Saab als Sedan. Die drei- und fünftürigen Fließheck-Modelle hingegen weiterhin als Coupé, die jedoch teilweise mit den Sedan-Modellen auf der gleichen Plattform basierten. Bei den 9000er-Modellen verwenderte Saab die Abkürzung CC für die Fließheck-Version bis Modelljahr 1991. Ab dem Modelljahr 1992 führte Saab für die Fließheckmodelle die Bezeichnung CS („Combi Sedan“) ein, während CD für die Stufenheck-Limousine stand.
Im Sommer 1971 brachte Renault den Renault 15 und 17 auf den Markt, zwei Varianten eines Kombicoupés auf Basis des Renault 12 und Datsun stellte das Cherry Coupé vor. Es war vom Datsun Cherry abgeleitet. 1973 folgte Peugeot mit dem 104 Z auf Basis des Peugeot 104.
Im Frühjahr 1975 präsentierte Lancia sein erstes Kombicoupé, den Beta HPE. Es wurde vom Beta Coupé abgeleitet; die Karosserie bis zur B-Säule ist sogar vom Beta Coupé übernommen worden, während die Bodengruppe mit dem längeren Radstand von der Limousine kam. Der HPE blieb bis zum Ende der Beta-Serie im Herbst 1984 im Programm. Einen direkten Nachfolger dieser Karosserielinie gab es von Lancia nicht mehr. Der in der Größe vergleichbare Lancia Prisma kam nie als Kombi auf den Markt. Erst der Lancia Delta III erinnert wieder an den Beta HPE.
Im Frühjahr 1975 erschien das seit Herbst 1972 gebaute Fiat 128 Sport Coupé in neuer Form mit einer großen Heckklappe statt mit Stummelheck und kleiner Öffnung. Es wurde „3p“ genannt (von „tre porti“; in Deutschland hieß es Berlinetta). Auch die 128 Berlinetta erhielt nach ihrem Ende im Sommer 1978 keinen direkten Nachfolger. Eine vergleichbare Heckklappe hatte auch der von Frühjahr 1974 bis Spätsommer 1992 in zwei Generationen hergestellte VW Scirocco.
Ab Mitte der 1980er-Jahre gab es auch verschiedene kompaktere Fahrzeuge, die als Kombicoupé angesehen werden. Beispiele aus Japan waren der Honda CRX (1983–1991) oder der Nissan 100NX (1990–1995) und von deutscher Seite her die Modelle Opel Tigra (1994–2001) und Ford Puma. Allerdings ging der Trend der kleinen Sportwagen gegen Ende der 1990er stark zurück, weshalb die Hersteller sie nach und nach aus ihrer Produktpalette nahmen.
Eines der wenigen moderneren Beispiele für ein Kombicoupé war der von Herbst 2006 bis Ende 2012 gebaute Volvo C30. Das Fahrzeug erinnerte an seine Vorgänger P1800 ES und 480, die ebenfalls in diese Sparte fielen. Auch mit der dritten Auflage des im Sommer 2008 eingeführten Scirocco meldete sich VW wieder mit einem Kombicoupé zurück.

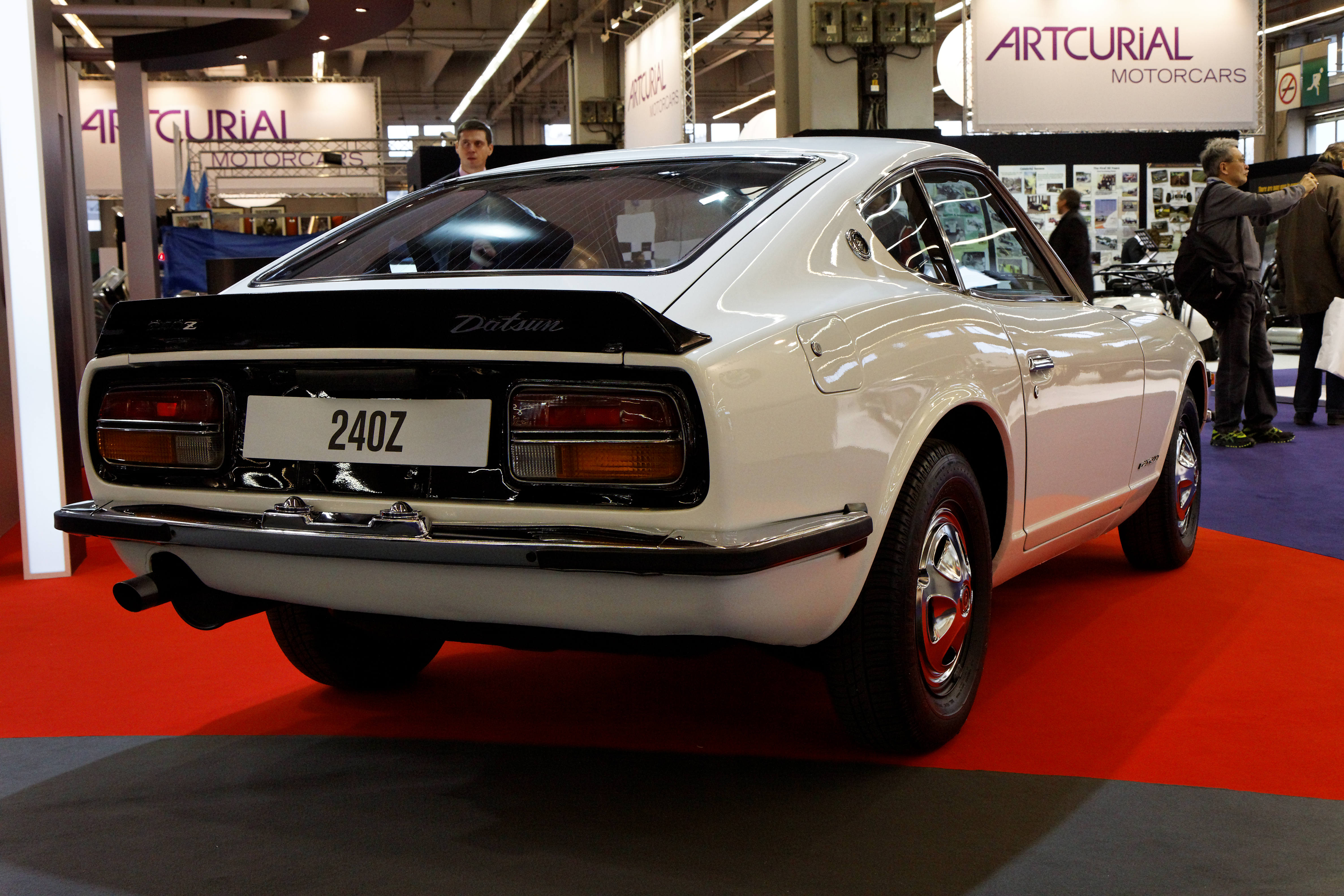
Datsun 240Z (1969–1978)
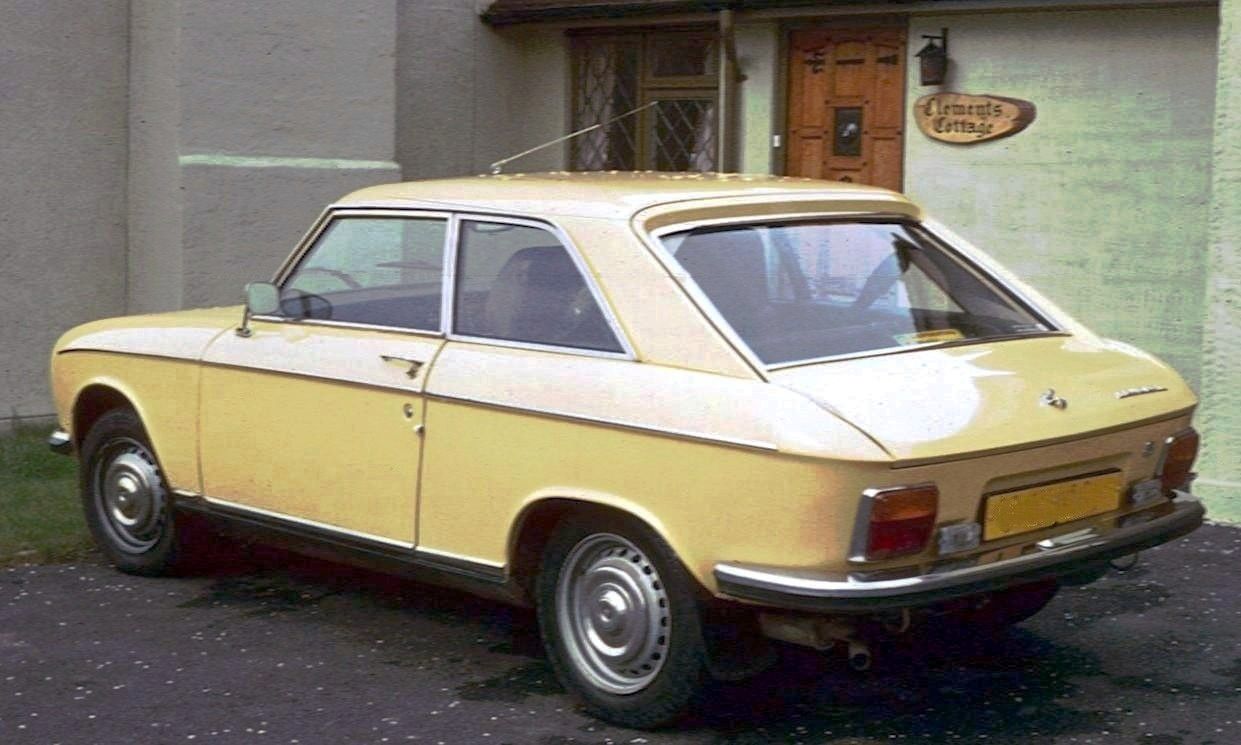
Peugeot 304 Coupé (1970–1975)
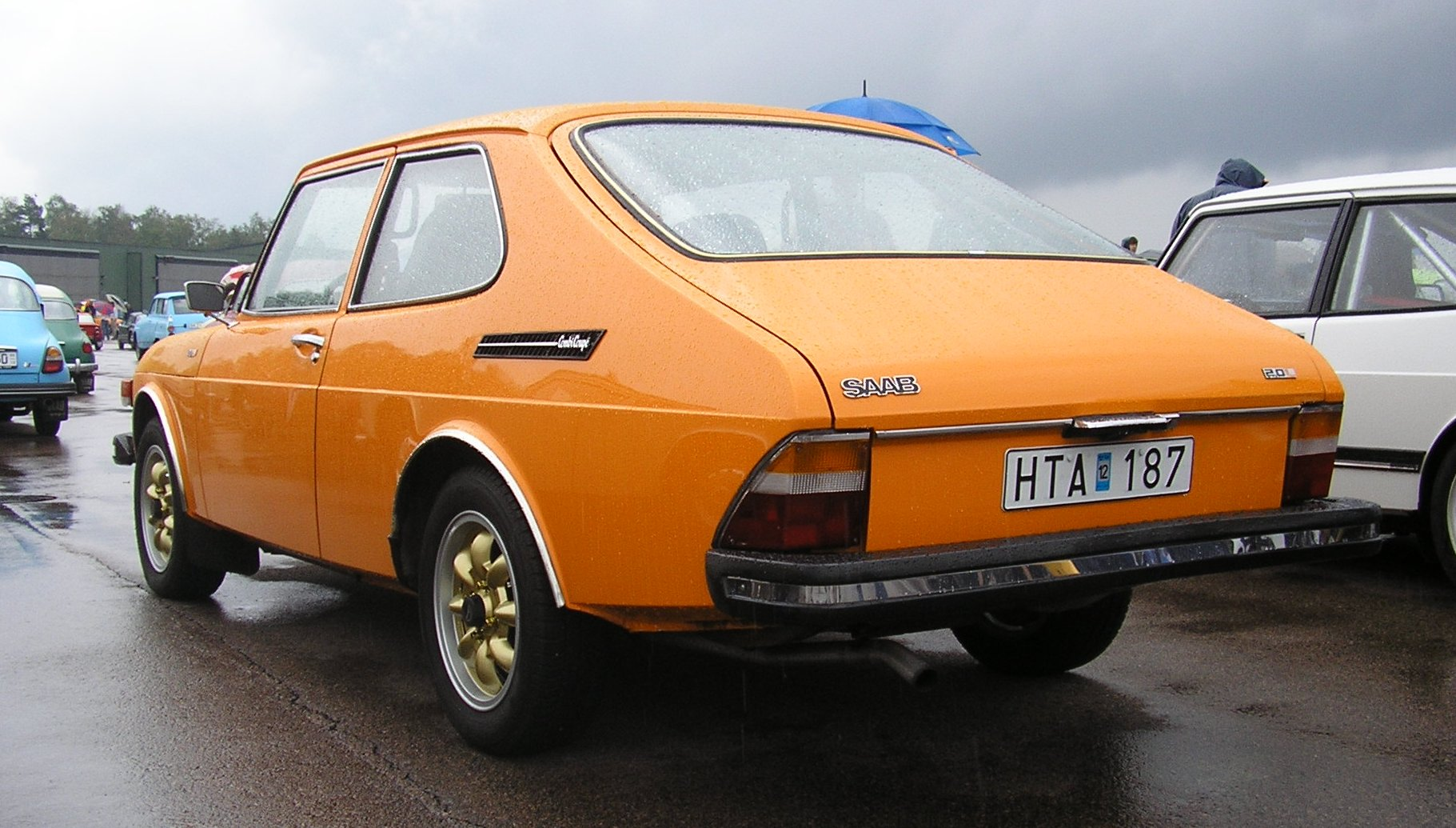
Saab 99 Combi Coupé (1974–1980)
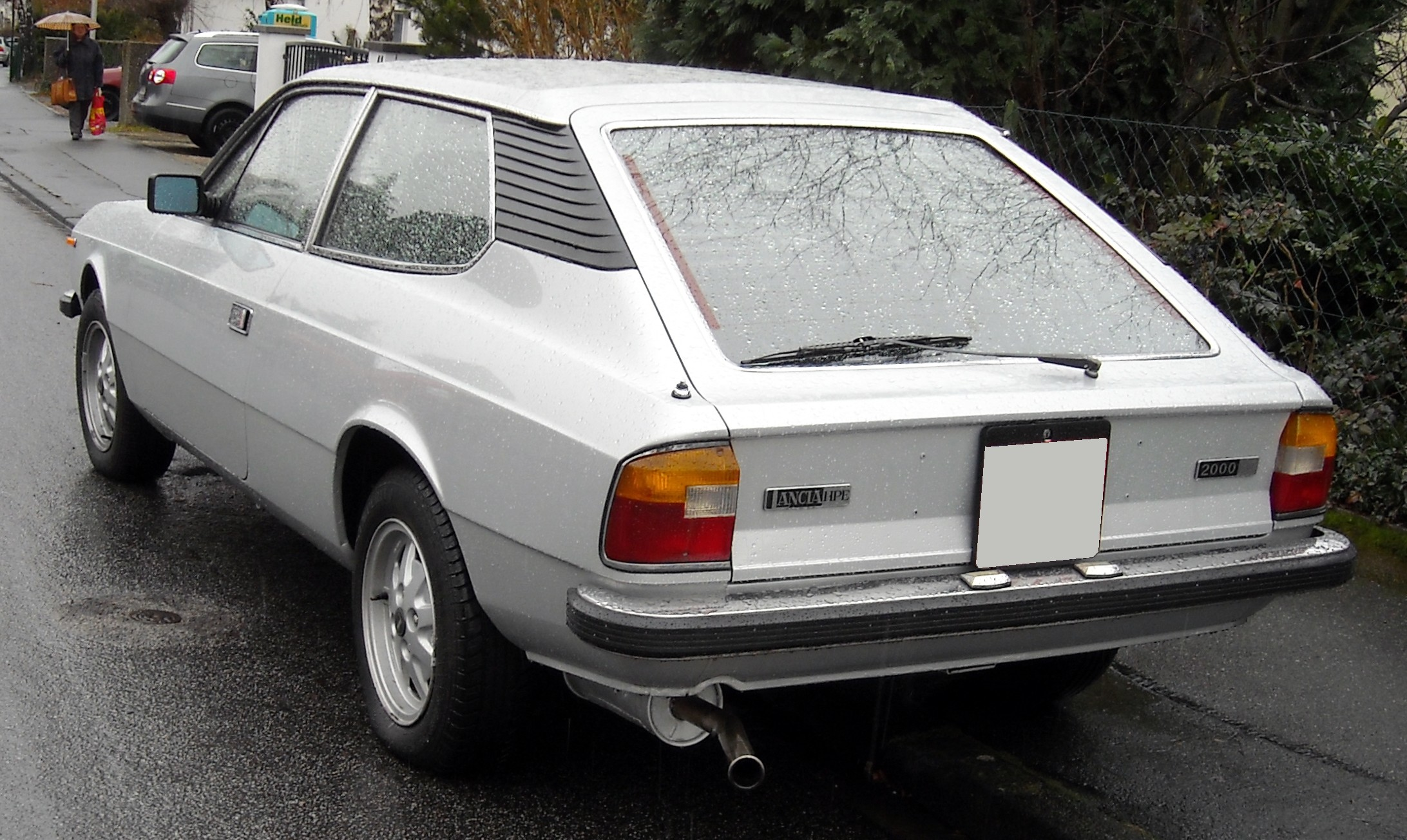
Lancia Beta HPE (1975–1984)
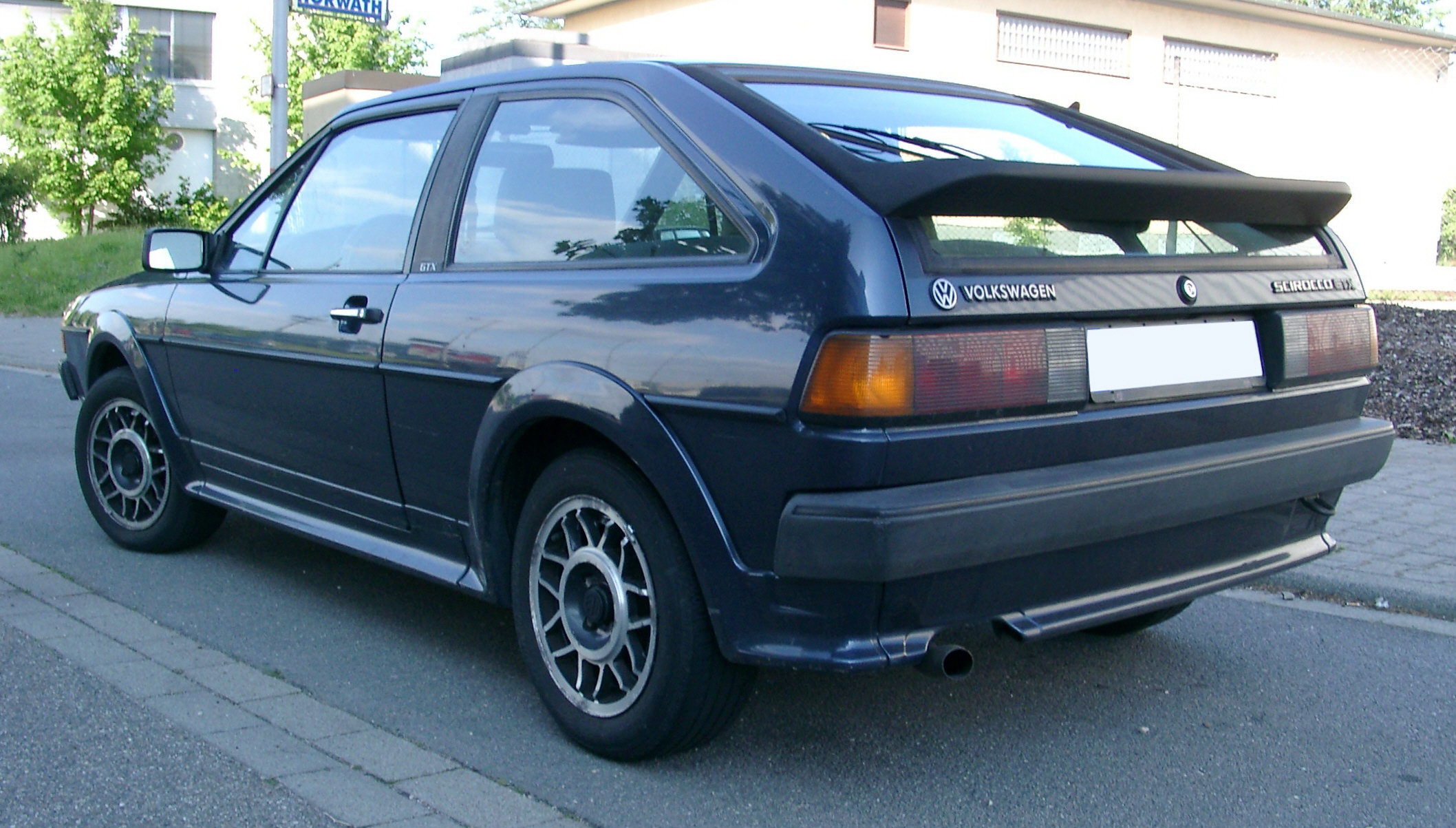
VW Scirocco (1981–1992)
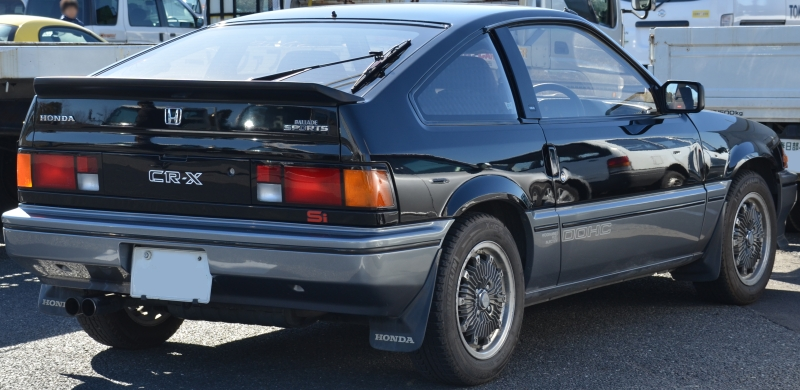
Honda CRX (1983–1987)
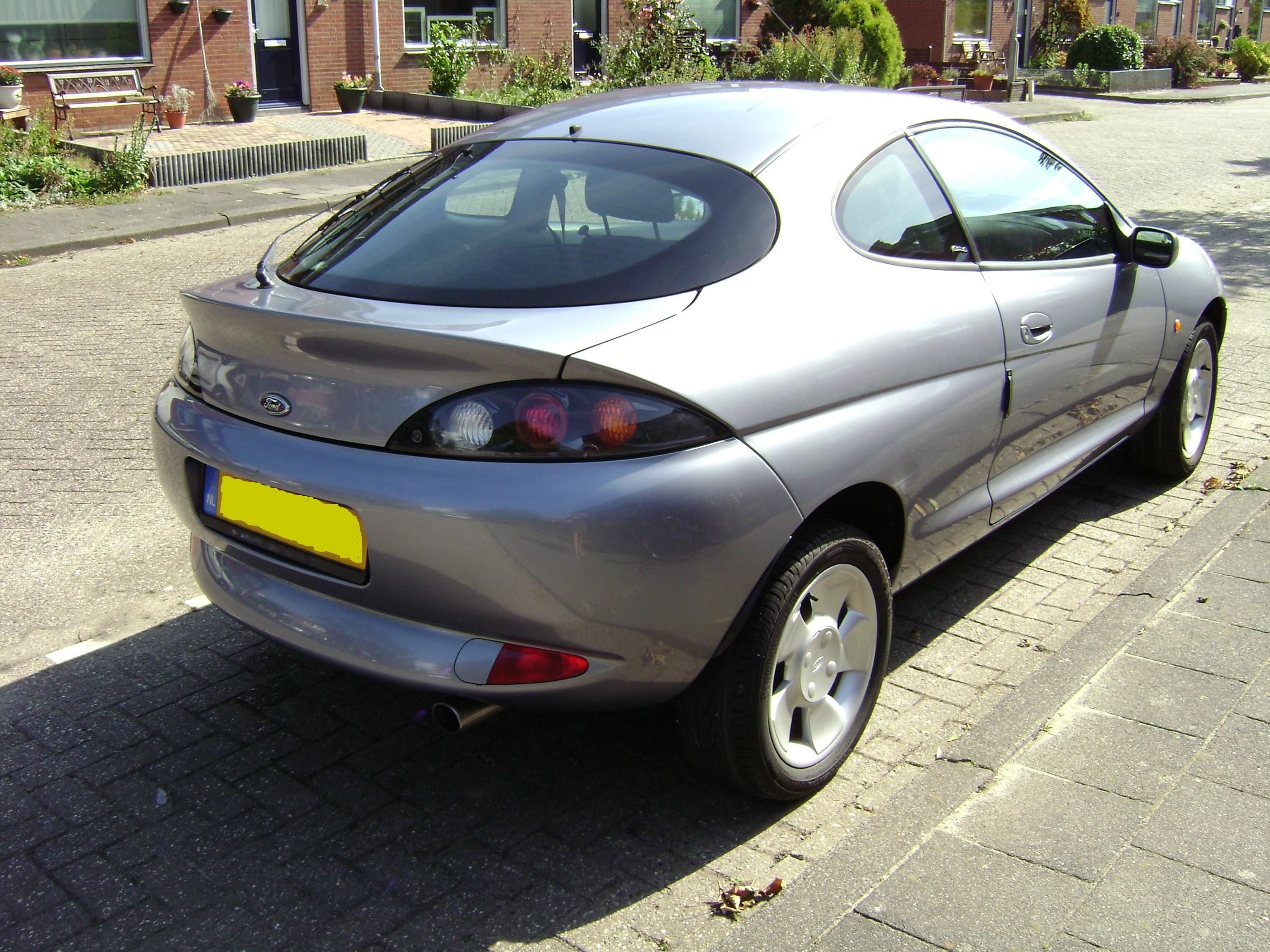
Ford Puma (1997–2001)
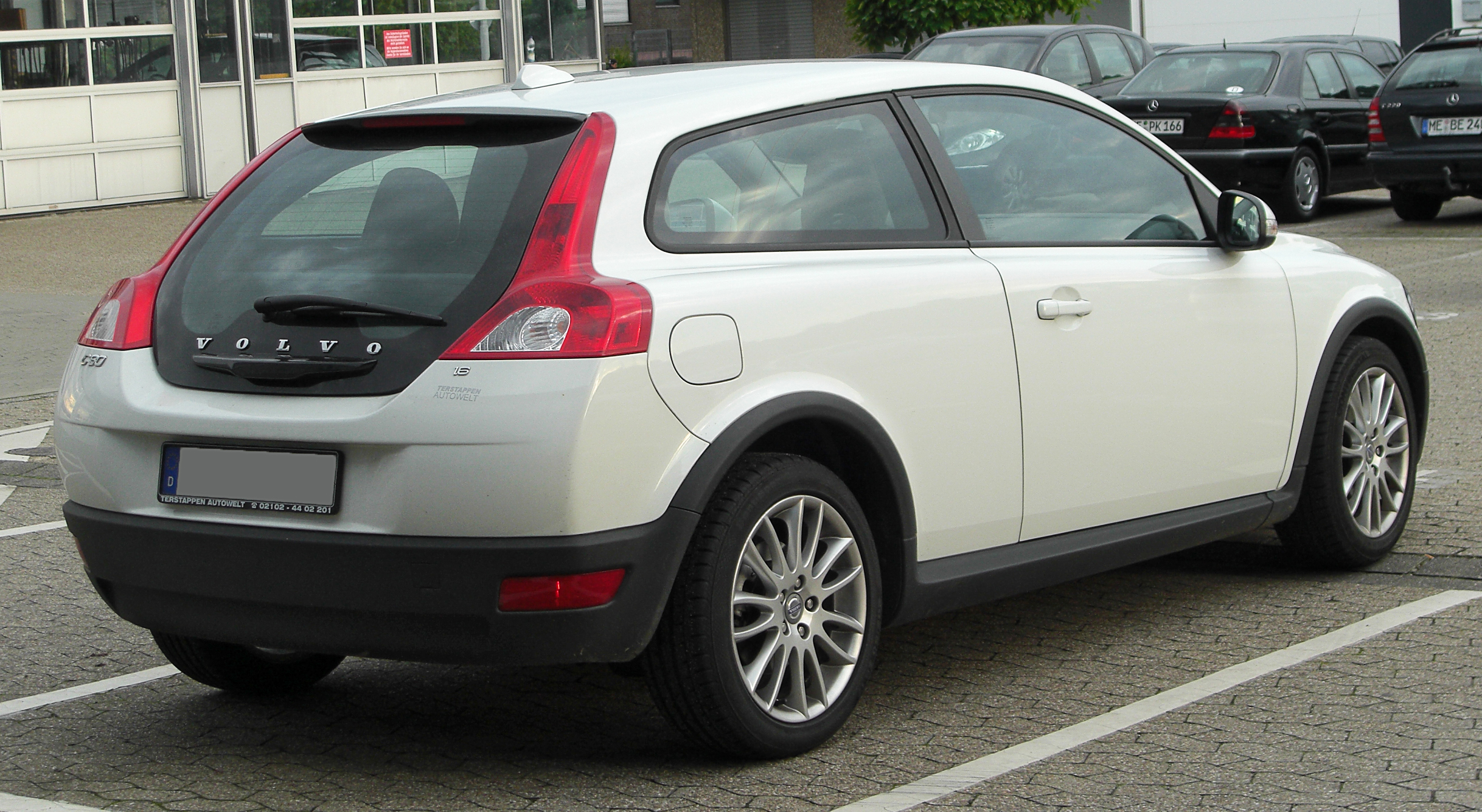
Volvo C30 (2006–2012)